# Trivulzio család
A Trivulzio család (francia: Trivulce) milánói főnemesi família. Lombardiából származó régi nemes család, amely számos politikust, katonát és különböző egyházi személyt adott a történelemnek. Nevüket Trivolzio településről vették. A család tagjainak első említése a 10. századból való. 

## A család nevezetes tagjai
- Antonio Trivulzio(wd), az „idősebb Antonio” (1457–1508), hercegi tanácsadó, 1500-tól bíboros, Piero Trivulzio fia, Teodoro testvéröccse, Gian Giacomo unokabátyja
- Gian Giacomo Trivulzio (Jean-Jacques de Trivulce, 1440–1518) condottiere, Franciaország marsallja, Vigevano őrgrófja, Antonio Trivulzio(wd) (?-1454) fia, Teodoro Trivulzio unokafivére, Gian Niccolò apja
- Gian Niccolò Trivulzio(wd) (1479–1512), Musocco grófja, condottiere, francia szolgálatban, Gian Giacomo fia
- Merita Trivulzio(wd) (Mérite de Trivulce) piemonti nemesasszony, Gian Giacomo leánya
- Teodoro Trivulzio (Théodore de Trivulce, 1458–1531) condottiere, francia szolgálatban, Piero Trivulzio fia, Antonio bíboros (1457–1508) testvérbátyja, Gian Giacomo unokafivére
- Ippolita Trivulzio (1600–1638) Hippolita néven monacói hercegné, II. Honoré monacói herceg felesége

## Épületek
- Palazzo Trivulzio, a Trivulziók palotája Milánóban
- Pio Albergo Trivulzio, Trivulzio-ispotály, Antonio Tolomeo Trivulzio adományából 1771-ben létrehozott milánói kórház